# Yumaceras
Lo yumacerato (gen. Yumaceras) è un mammifero artiodattilo estinto, appartenente ai dromomericidi. Visse nel Miocene superiore (circa 8 - 6 milioni di anni fa) e i suoi resti fossili sono stati ritrovati in Nordamerica.

## Descrizione
Questo animale, simile a un'antilope, possedeva un cranio molto insolito: era dotato di due lunghe corna sopraorbitali quasi verticali, e di una sorta di corno posteriore che sporgeva direttamente dall'occipite, diagonale rispetto al cranio. Le sommità delle corna sopraorbitali erano leggermente ricurve all'indietro e appiattite anteriormente; la sezione della parte centrale delle corna era invece circolare. Il corno occipitale era più lungo e più alto rispetto a quello di altre forme simili come Cranioceras; anche la sommità era più appiattita. Non erano presenti canini e vi era un diastema (spazio tra i denti anteriori e quelli posteriori) moderato. La mandibola possedeva un bordo inferiore quasi dritto; la fila dei premolari era ridotta, e il secondo premolare inferiore era molto piccolo, mentre il quarto premolare inferiore era chiuso nella parte linguale da un lungo metaconide. I molari erano mesodonti e privi della cosiddetta "Palaeomeryx fold".

## Classificazione
Yumaceras venne descritto per la prima volta nel 1937 da Frick, sulla base di fossili frammentari ritrovati nella Contea di Yuma in Colorado. Fossili di Yumaceras sono stati poi ritrovati in numerosi altri stati del Nordamerica: Florida, California, Texas, Nebraska, Oklahoma, Oregon. La specie tipo è Yumaceras figginsi, ma sono note anche altre due specie, Y. hamiltoni e Y. ruminalis. Nel corso della sua evoluzione, le specie di questo genere mostrano un aumento della taglia, fino ad arrivare a un picco nel corso del Hemphilliano medio con la comparsa di Y. figginsi. Per lungo tempo, questo genere è stato confuso con Pediomeryx, un altro dromomericide simile quasi coevo, il quale tuttavia mostra una riduzione della taglia (Webb, 1983).
Yumaceras e Pediomeryx sono le forme più derivate dei dromomericidi, un gruppo di artiodattili nordamericani forse imparentati con i cervidi. Yumaceras, in particolare, è considerato una forma intermedia tra Cranioceras e Pediomeryx e rappresenta il dromomericide più diffuso tra il Clarendoniano e l'Hemphilliano.